# 8494 Edpatvega
8494 Edpatvega este un asteroid din centura principală de asteroizi.

## Descriere
8494 Edpatvega este un asteroid din centura principală de asteroizi. A fost descoperit pe 25 iulie 1990 la Observatorul Palomar de Henry E. Holt. Asteroidul prezintă o orbită caracterizată de o semiaxă mare de 2,66 ua, o excentricitate de 0,17 și o înclinație de 11,9° în raport cu ecliptica.